# 路易·德·拉·瓦莱-普桑
路易·艾蒂安·约瑟夫·马里·德·拉瓦莱-普桑（法語：Louis Étienne Joseph Marie de La Vallée-Poussin，1869年1月1日—1938年2月18日）生于比利时布鲁塞尔，印度学家。

## 生平
在布鲁塞尔接受基础教育，1888年19岁时在列日大学取得博士学位，1888至1890年在鲁汶天主教大学学习梵语、巴利语和古波斯语，1891年取得东方语言博士学位。
1891-1892年，在鲁汶大学教授梵文的同时，在索邦大学跟维克多·亨利和西勒万·列维搞研究，他同时还在莱顿大学学习汉语和藏语，1893年他在根特大学取得希腊语和拉丁语比较语法学教授职位，在此一直工作到1929年退休。

## 著作
- 《涅槃》
- 《佛教道德》
- 《阿毗昙资料》
- 《世亲的阿毗达摩倶舍论》六卷
- 《玄奘的成唯识论》
- 《对佛教教义历史的看法》
- 《孔雀王朝和外族（希腊、斯基泰、帕尔特和月氏）入侵时期的印度》
- 《迦腻色迦国王时期至穆斯林入侵时期印度的王朝和历史》
- 《印欧和印度-伊朗，直到公元前三世纪的印度》